# کنری
کنری (به انگلیسی: Kunri) یک تعلقه یا تحصیل در پاکستان است.